# Françoise Fressoz
Pour les articles homonymes, voir Fressoz.
Françoise Fressoz est une journaliste politique française, éditorialiste au journal Le Monde et essayiste, née le 10 mars 1958. 

## Biographie
Françoise Fressoz fait des études d'histoire  à l'université Paris-Nanterre où elle obtient une maîtrise en 1984, et au Centre de formation des journalistes dont elle est diplômée en 1982. Elle est journaliste au service économique de Libération de 1983 à 1988, puis au service économique des Échos de 1988 à 1993. Elle est ensuite journaliste et éditorialiste au Monde, où elle est chef du service politique. 
Elle commente aussi fréquemment l'actualité politique dans l'émission C dans l'air sur France 5.
Elle publie en 2006 La Malédiction Matignon, avec Bruno Dive et en 2010, sous le pseudonyme de Cassiopée et avec la journaliste Pascale Robert-Diard, un feuilleton intitulé Chirac, le roman d'un procès, fiction politique qui relate le procès imaginaire de Jacques Chirac, ancien président de la République mis en cause dans l’affaire des emplois fictifs de la mairie de Paris, qui est ensuite publié sous le titre Le Procès de Jacques Chirac. Dans Le Stage est fini en 2015, elle évoque le début du quinquennat du président François Hollande.
Elle est la fille du journaliste et directeur du Canard enchaîné Roger Fressoz, et la sœur du journaliste Marc Fressoz.

## Publications
- La Malédiction Matignon, avec Bruno Dive, Plon, 2006, 314 p.  (ISBN 9782259203241)
- Le Stage est fini, Albin Michel, 2015, 263 p.  (ISBN 9782226318985)
- (pseudonyme) Cassiopée, Le Procès de Jacques Chirac, avec Pascale Robert-Diard, Les Arènes/Le Monde, 2010, 190 p.  (ISBN 9782352041269)

## Distinction
Le 31 décembre 2008, Françoise Fressoz est nommée au grade de chevalier dans l'ordre national de la Légion d'honneur au titre de « journaliste parlementaire, rédactrice en chef d'un quotidien ; 26 ans d'activités professionnelles ». Début 2009, elle décide de ne pas être faite chevalier de l'ordre et donc de ne pas entrer dans l'ordre, estimant que « pour exercer librement sa fonction, un journaliste politique doit rester à l’écart des honneurs ».

## Pour approfondir